# Noordergracht (Harlingen)
De Noordergracht is een gracht in de stad Harlingen in de provincie Friesland.
De Noordergracht loopt van de Noordoostersingel en de Franekerpoortsbrug in noordelijke richting langs de westzijde van de Algemene begraafplaats Harlingen. De  driehonderd meter lange gracht maakt deel uit van de route van de Elfstedentocht. Aan de oostzijde van de Tsjerk Hiddessluizen komt de gracht uit op het Van Harinxmakanaal, waar na 500 meter in oostelijke richting aan de noordzijde verbinding is  met de Sexbierumervaart.
Zwette · Stadsgracht (Sneek) · Geeuw · Wijddraai · Wijde Wijmerts · Nauwe Wijmerts · Noorder Ee · Ee (Woudsend) · Slotermeer · Slotergat · Slotermeer · Luts · Van Swinderenvaart · Spookhoekstervaart · Rijstervaart · Oud-Karre · Johan Frisokanaal · Morra · Johan Frisokanaal · Noorderdijkvaart · Het Wijd · De Gronzen · Indijk · Zijlroede (Hindeloopen) · Oude Oostervaart · Dijkvaart · Horsa · Burevaart · Diepe Dolte · Workumertrekvaart · Het Kruiswater · Stadsgracht (Bolsward) · Witmarsumervaart · Harlingervaart · Bolswardervaart · Zuidoostersingel · Noordoostersingel · Noordergracht (Harlingen) · Van Harinxmakanaal · Sexbierumervaart · Noordergracht (Franeker) · Dongjumervaart · Ried · Berlikumerwijd · Moddergat · Wierzijlsterrak · Blikvaart · Zuidhoekstervaart · Ouwe Rij · Leistervaart · Finkumervaart · Dokkumer Ee · Het Kleindiep · Dokkumer Ee · Oudkerkstervaart · Murk · Ouddeel · Bonkevaart (finish)